# 미로스와프 헤르마셰프스키

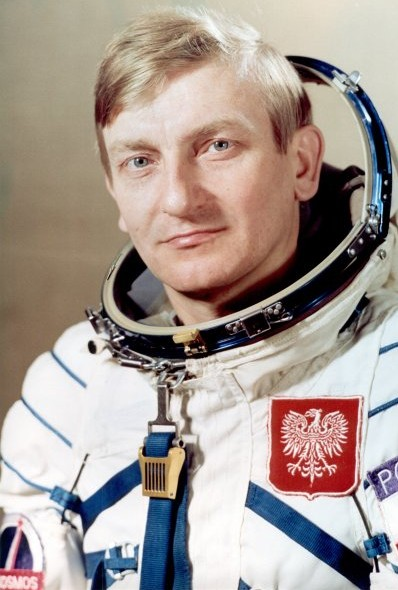
1978년의 미로스와프 헤르마셰프스키

미로스와프 헤르마셰프스키(Mirosław Hermaszewski, 1941년 9월 15일~2022년 12월 12일)는 폴란드의 우주인, 전투기 조종사, 폴란드 공군 장교다. 헤르마셰프스키는 폴란드의 처음이자 현재까지 유일한 우주인으로 1978년 소련 우주인 표트르 클리무크와 같이 바이코누르 우주기지에서 발사된 소유즈 30호를 타고 살류트 6호 우주정거장을 방문하여 8일간 체류했다.